# Пер Гольмерц
Пер Гольмерц  (швед. Per Holmertz, 3 лютого 1960) — шведський плавець, олімпійський медаліст.

## Виступи на Олімпіадах
| Олімпіада   | Дисципліна                            | Місце      |
| ----------- | ------------------------------------- | ---------- |
| Москва 1980 | плавання на 100 метрів вільним стилем | 2          |
| Москва 1980 | комплексна естафета 4 × 100           | AC h1 r1/2 |